# 卡斯卡帕拉區
[[Image:Location of Cascapara in the Yungay province|right|thumb]]
卡斯卡帕拉區（西班牙語：Distrito de Cascapara），是秘魯的一個區，位於該國北部安卡什大區的永蓋省，始建於1915年11月29日，面積138.32平方公里，海拔高度2,725米，2005年人口1,872，人口密度為每平方公里14人。